# 藤子海敏的時間
《藤子海敏的時間》（Fuzjko A Pianist of Silence & Solitude）是一部日本紀錄片電影，紀錄古典鋼琴演奏家藤子海敏傳奇的一生及對未來的期望，並窺探鋼琴家的生活及內心世界。

## 故事大綱
悠揚的鋼琴聲從巴黎一戶人家的門窗傳出來，一位金髮的婦人神情投入的彈奏著，她的名字是藤子．海敏。
1932年誕生於柏林，父親是俄裔瑞典籍畫家/建築師，母親大月投網子是日本籍的鋼琴老師。身為藝術家庭之女的海敏，很早便在鋼琴方面展現才華，就讀東京藝術大學時，獲得許多音樂界人士的重視，但是海敏執意要離開熟悉的日本，到德國音樂大學深造，並在那裏綻放她的才華，就在未來看似前程似錦時，海敏失去音樂人重要的聽覺，當時的她已經39歲。宛如舞台落幕般，海敏沉寂修養長達15年並回到日本，1999年NHK電視台注意到海敏的故事，並為她錄製了第一張專輯，專輯銷售量達兩百多萬張，一夕之間藤子．海敏的名字傳遍整個日本及全世界各地，每場音樂會都座無虛席，如現代仙杜瑞拉般傳奇的一生，現今80歲的海敏仍在世界各地巡迴演出，海敏的童話還未結束….

## 相關介紹
- 首張鋼琴專輯收錄-李斯特( La Campanella)銷售張數達兩百萬張
- 四度榮獲日本金曲獎-年度最佳古典專輯獎
- 至今仍到卡內基音樂大廳及各地知名音樂廳巡迴演奏[3]